# 15 ноября
15 ноября — 319-й день года (320-й в високосные годы) по григорианскому календарю.
До конца года остаётся 46 дней.
До 15 октября 1582 года — 15 ноября по юлианскому календарю, с 15 октября 1582 года — 15 ноября по григорианскому календарю.
В XX и XXI веках соответствует 2 ноября по юлианскому календарю.

## Праздники и памятные дни

### Международные
ООН — Всемирный день борьбы против хронической обструктивной болезни легких.

### Национальные
- Бразилия — День провозглашения Республики[3].
- Государство Палестина — День Независимости[4].
- Россия — Всероссийский день призывника.
- Япония — Сити-го-сан.
- Казахстан — День национальной валюты — тенге.

### Религиозные
Католицизм
 — Память Альберта Великого, философа, теолога, учёного, монаха, наставника Фомы Аквинского (1280 год);
 — память Леопольда III, маркграфа Австрии, из династии Бабенбергов, святого покровителя Австрии и Вены (1136 год);
 — память Рафаила Калиновского, польского инженера, повстанца, учителя, монаха ордена босых кармелитов (1907 год).
 Православие
 — Память мучеников Акиндина, Пигасия, Аффония, Елпидифора, Анемподиста и иже с ними (около 341—345 годы);
 — память священномучеников Константина Юрганова и Анании Аристова, пресвитеров (1918 год);
 — память преподобного Маркиана Кирского (Киринейского) (388);
 — празднование Шуйской-Смоленской иконы Божьей Матери (1654—1655 годы).

## События

### До XIX века
- 63 до н. э. — Цицерон объявляет Катилину врагом государства.
- 1315 — произошло сражение при Моргартене.
- 1458 — разделение Киевской митрополии в составе Константинопольского патриархата на Киевскую и Московскую епархии.
- 1492 — Христофор Колумб в своём дневнике впервые описывает табак, который употребляют индейцы.
- 1532 — в Куско прибывает экспедиция Франсиско Писарро.
- 1700 — Испанским королём становится Филипп V Анжуйский.
- 1741 — вторая Камчатская экспедиция Витуса Беринга открывает остров, названный впоследствии его именем.
- 1764 — в Петербурге учреждённая семью годами ранее Академия трёх знатнейших художеств преобразуется в Российскую императорскую Академию художеств.
- 1777 — второй Континентальный конгресс издал Статьи Конфедерации.

### XIX век
- 1811 — основывается петербургский Попечительный совет для бедных.
- 1812
  - Сражение под Красным.
  - Спустя 20 дней после того, как французы оставили Москву, император Александр I обратился к народу с «Высочайшим благодарственным манифестом об изъявлении народу благодарности за спасение Отечества».
- 1815 — первый рейс первого русского парохода «Елизавета» из Петербурга в Кронштадт и обратно.
- 1837 — публикуется система стенографии под названием музыкально-ручной стенографии.
- 1843 — закрепление прав караимов Госсоветом России.
- 1864 — коллекционер Жорж Эрпен предложил использовать вместо термина «маркомания» (timbromanie) придуманное им слово «филателия».
- 1881 — капитан 1 ранга Александр Можайский получает от Департамента торговли и мануфактуры пятилетнюю привилегию (патент) на воздухоплавательный снаряд.
- 1887 — Карл Гесснер получает патент на изобретённую им цинковую батарейку.
- 1889 — в Бразилии свергнут император Педру II. Страна провозглашается республикой.
- 1899 — Уинстон Черчилль взят в плен бурами во время передачи военного репортажа в качестве репортёра для «Morning Post».

### XX век
- 1904 — американец Кинг Кемп Жиллетт патентует бритву со сменными лезвиями.
- 1905 — расстрел восставших матросов в Севастополе.
- 1912 — начало работы IV Государственной Думы.
- 1917
  - Указ о демобилизации старой армии.
  - Опубликована «Декларация прав народов России».
- 1918 — контрреволюционный договор о «деловом сотрудничестве» между представителями германских промышленников и руководителями Всеобщего германского объединения профсоюзов.
- 1919 — в России Красная армия берёт Омск.
- 1920
  - Данциг (ныне Гданьск) объявляется вольным городом. В начале декабря его конституционная ассамблея будет провозглашена городским парламентом.
  - В Женеве — первое заседание Ассамблеи Лиги Наций, созданной годом ранее.
- 1922 — постановление ВЦИК о включении Дальневосточной республики (ДВР) в состав РСФСР.
- 1923 — постановление ВЦИК о преобразовании ГПУ НКВД РСФСР в ОГПУ при СНК СССР.
- 1927 — Канада избирается членом Совета Лиги Наций.
- 1930 — в «Правде» и «Известиях» Максим Горький выступает со знаменитой статьёй «Если враг не сдаётся — его уничтожают». Статья эта появляется во время процесса над Промпартией.
- 1932 — в Казанском соборе в Ленинграде открывается Музей истории религии.
- 1933 — в Москве началось регулярное движение троллейбусов.
- 1934 — в СССР проводится первая телепередача со звуковым сопровождением.
- 1935
  - Провозглашается создание Филиппинской федерации.
  - Соглашение между Канадой и США о развитии взаимной торговли.
- 1937 — чрезвычайная сессия конгресса США обсуждает вопросы развития законодательства.
- 1938 — в Барселоне проходит прощальный парад интербригад, сражавшихся вместе с республиканцами против фашистов.
- 1939 — японские войска ведут наступление в Южном Китае и захватывают город Наньнин, перерезав железную дорогу между Ханоем (Вьетнам) и китайским городом Чанша.
- 1942
  - Нацистами уничтожено Антопольское гетто.
  - Состоялся первый полёт Не-219, самолёта, на котором впервые серийно устанавливали пневмокатапульту.
- 1948 — премьер-министр Канады Маккензи Кинг уходит на пенсию. Правительство возглавляет Луи Сен-Лоран.
- 1951 — греческий лидер сопротивления Никос Белояннис, наряду с 11 участниками сопротивления, приговорён военным трибуналом к смерти.
- 1955 — запуск первой очереди Ленинградского метрополитена.
- 1956
  - В Нью-Йорке проходит премьера первого фильма с участием Элвиса Пресли «Люби меня нежно». Критики назовут его «рок-н-ролльным вестерном».
  - В Египет прибывают вооружённые силы ООН.
- 1957
  - Роман «Доктор Живаго» Бориса Пастернака выходит на итальянском языке.
  - Первый полёт межконтинентального турбовинтового пассажирского самолёта Ту-114.
  - Из-за отказа двух двигателей разбился самолёт Short Solent 3 компании «Aquilla Airways». Все 46 человек на борту погибли.
- 1960 — выходит в море первая атомная подводная лодка типа «Джордж Вашингтон» с ядерными баллистическими ракетами на борту.
- 1964 — в Лас-Вегасе (Невада, США) самолёт Fairchild F-27A компании Bonanza Air Lines разбился при заходе на посадку в условиях снежной бури. Все 29 человек на борту погибли.
- 1968
  - Лайнер «Королева Елизавета» заканчивает последнее трансатлантическое путешествие.
  - Вступает в силу новая конституция Греции, в которой есть статьи, ограничивающие свободу личности.
- 1971
  - Фирма «Intel» выпустила свой первый микропроцессор — модель 4004.
  - Британский министр иностранных дел Алек Дуглас-Хьюм начинает в Солсбери (ныне г. Хараре в Зимбабве) переговоры с Иэном Смитом. 24 ноября будет достигнуто соглашение о введении в Родезии новой конституции.

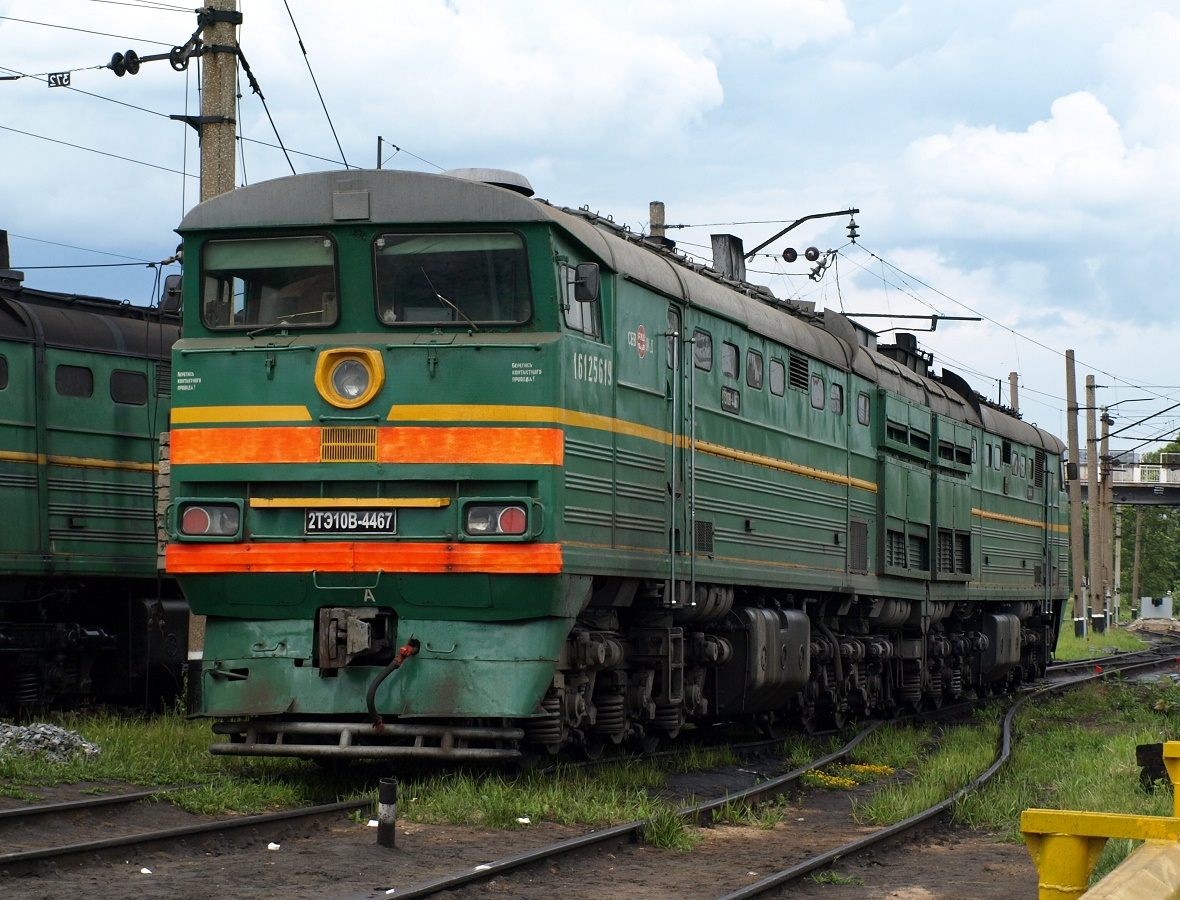
Тепловоз 2ТЭ10В

- 1974 — утверждён к выпуску грузовой тепловоз 2ТЭ10В.
- 1975 — учреждается Управление по развитию Шотландии.
- 1976 — на местных законодательных выборах в Квебеке побеждает Квебекская партия. Новый премьер-министр Рене Левек обещал провести в 1980 году референдум по вопросу предоставления этой провинции статуса независимого государства.
- 1978 — около Катунайяке (Шри-Ланка) при посадке самолёт Douglas DC-8-Super 63CF компании «Loftleidir HF» («Icelandic Airlines») врезался в кокосовые плантации, находящиеся перед полосой. Из 262 человек на борту погибли 183.
- 1979
  - После опубликования статьи «Атмосфера предательства» Эндрю Бойля, в которой говорилось о том, что одно из высокопоставленных лиц работало на советскую разведку, Маргарет Тэтчер называет имя этого человека — профессор Энтони Блант, смотритель Королевской картинной галереи и королевский советник по искусству. Впоследствии Блант будет лишён рыцарского звания.
  - В Великобритании минимальная ссудная ставка достигает рекордной величины — 17 %.
- 1982 — похороны Л. И. Брежнева на Красной площади.
- 1983 — независимая Турецкая Республика Северного Кипра односторонне провозглашается и признаётся только Турцией.
- 1984
  - Испанская полиция арестовывает одного из главарей Медельинского картеля Хорхе Луиса Очоа с женой и замораживает все их банковские счета.
  - Умирает девочка двухнедельного возраста, которой хирурги из Медицинского центра Университета Ломы Линды, штат Калифорния, США, осуществили трансплантацию сердца бабуина (прожила 20 дней).
- 1985 — в замке Хиллсборо подписывается англо-ирландское соглашение, которое предоставляет Ирландии статус консультанта при решении вопросов, имеющих отношение к Северной Ирландии.
- 1987
  - Католические епископы Северной Ирландии и Ирландской Республики осуждают деятельность Ирландской республиканской армии.
  - В Денвере (штат Колорадо, США) в момент взлёта в снежную бурю, при 27-минутной задержке после антиобледенительной процедуры, самолёт Douglas DC-9—14 компании Continental Airlines очень резко задрал нос, перевернулся и разбился. Из 82 человек на борту погибли 28.
- 1988
  - Парламент ООП в изгнании объявляет о создании независимого Государства Палестина со столицей в Иерусалиме.
  - Старт универсальной ракетно-космической транспортной системы «Энергия». Завершается первый и последний 205-минутный космический полёт «Бурана».
  - Создано Главное управление по борьбе с организованной преступностью (ГУБОП).
- 1989 — запуск американского космического корабля «Спейс Шаттл-34 Атлантис-5», который пилотируют космонавты Д. Уильям, Ч. Франклин, Э. Бейкер, Д. Лусма и М. Маккули.
- 1990 — социалистическая Народная Республика Болгария стала демократической Республикой Болгария.
- 1991
  - Президент РСФСР Борис Ельцин подписывает пакет из десяти указов и правительственных постановлений о переходе России к рыночной экономике.
  - Вслед за возрастающим религиозным насилием в Северной Ирландии, Великобритания вызывает 1400 бойцов резервных войск для постоянной активной службы.
- 1992 — около Порто Плата (Доминиканская Республика) при заходе на посадку разбился о 850-метровый горный пик самолёт Ил-18Д компании «Aero Caribbean». Все 34 человека на борту погибли.
- 1993 — около Кермана (Иран) самолёт Ан-124 компании «Магистральные авиалинии» разбился, ударившись о склон горы. Все 17 человек на борту погибли.
- 1995
  - Начало вещания ГКТ.
  - Последний день перерегистрации акций АО «МММ».
  - Премьер-министр Франции Ален Жюппе объявляет о реформах в области социального обеспечения, призванных обеспечить сокращение правительственных расходов.
- 1996 — Майкл Джексон женится на Дебби Роу.

### XXI век
- 2002 — Ху Цзиньтао стал генеральным секретарём ЦК КПК.
- 2003 — террористический акт в центре Стамбула; 28 погибших.
- 2006 — начало вещания телеканала Al Jazeera English.
- 2012 — Си Цзиньпин стал генеральным секретарём ЦК КПК.
- 2017 — Катастрофа L-410 под Нельканом.
- 2020 — британский автогонщик Льюис Хэмилтон стал 7-кратным чемпионом мира в классе «Формула-1».
- 2022 — население Земли достигло 8 миллиардов человек, согласно данным ООН.

## Родились

### До XIX века
- 1316 — Иоанн I (ум. 1316), король Франции, умерший спустя пять дней после рождения.
- 1397 — Николай V (в миру Томмазо Парентучелли; ум. 1455), 208-й Папа Римский (1447—1455).
- 1511 — Иоанн Секунд (наст. имя Ян Эверартс; ум. 1536), нидерландский поэт.
- 1738 — Уильям Гершель (ум. 1822), английский астроном и оптик немецкого происхождения.
- 1741 — Иоганн Каспар Лафатер (ум. 1801), швейцарский писатель, богослов и поэт.
- 1757 — Жак-Рене Эбер (казнён 1794), деятель Великой французской революции, «предводитель» эбертистов и защитник санкюлотов.
- 1784 — Жером Бонапарт (ум. 1860), король Вестфалии (1807—1813), младший брат Наполеона I Бонапарта.
- 1800 — Павел Мочалов (ум. 1848), русский актёр, актёр Малого театра.

### XIX век
- 1807 — Осип Петров (ум. 1878), русский оперный певец, бас.
- 1857 — Михаил Алексеев (ум. 1918), верховный главнокомандующий русской армией весной 1917 г., после революции возглавивший белогвардейскую Добровольческую армию.
- 1862 — Герхарт Гауптман (ум. 1946), немецкий писатель, лауреат Нобелевской премии (1912).
- 1866 — Александра Яблочкина (ум. 1964), актриса Малого театра, педагог, народная артистка СССР.
- 1874 — Август Крог (ум. 1949), датский физиолог, лауреат Нобелевской премии (1920).
- 1875 — Владимир Русанов (ум. 1913?), русский исследователь Арктики.
- 1882 — Лазарь Бичерахов (ум. 1952), русский офицер.
- 1883 — Сергей Фиников (ум. 1964), русский советский математик.
- 1884 — епископ Никанор (в миру Николай Павлович Кудрявцев; ум. 1923), архиерей Православной российской церкви, настоятель Никольского единоверческого монастыря в Москве.
- 1887
  - Марианна Мур (ум. 1972), американская поэтесса-модернистка.
  - Джорджия О’Кифф (ум. 1986), американская художница.
- 1891
  - Винсент Астор (ум. 1959), американский бизнесмен и филантроп.
  - Уильям Аверелл Гарриман (ум. 1986), американский дипломат и финансист, посол в СССР в 1943—1946 гг.
  - Эрвин Роммель (покончил с собой в 1944), гитлеровский фельдмаршал, «лис пустыни».
- 1895 — Ольга Николаевна (убита в 1918), великая княжна, первенец российского императора Николая II и императрицы Александры Фёдоровны.
- 1897 — Эньюрин Бивен (ум. 1960), британский политик-лейборист.

### XX век
- 1903 — Люсьен Ребате (ум. 1972), французский писатель, журналист.
- 1907 — Клаус Шенк фон Штауффенберг (казнён в 1944), немецкий полковник, руководитель покушения на Гитлера.
- 1910 — Михаил Якушин (ум. 1997), советский футболист и хоккеист, футбольный тренер.
- 1920 — Уэйн Тибо (ум. 2021), американский художник, представитель поп-арта.
- 1921 — Эрнесто Видаль (ум. 1974), уругвайский футболист, нападающий, чемпион мира (1950).
- 1922 — Игорь Стечкин (ум. 2001), советский и российский конструктор стрелкового оружия.
- 1925 — Юлий Даниэль (ум. 1988), советский писатель-диссидент.
- 1929 — Рагхбир Лал (ум. 2025), индийский хоккеист на траве, нападающий. Двукратный олимпийский чемпион (1952 и 1956).
- 1930 — Клара Кадинская, оперная певица (сопрано), заслуженная артистка РСФСР.
- 1931 — Мваи Кибаки (ум. 2022), президент Кении (2002—2013).
- 1942 — Даниель Баренбойм, израильский дирижёр и пианист.
- 1943 — Лариса Мондрус, певица и актриса, звезда эстрады СССР и ФРГ.
- 1945 — Анни-Фрид Лингстад, шведская певица, получившая известность как солистка группы «ABBA».
- 1951 — Александр Бортников, генерал армии, директор ФСБ России (с 2008).
- 1953 — Игорь Ливанов, советский и российский актёр театра и кино.
- 1954 — Александр Квасьневский, президент Польши (1995—2005).
- 1955
  - Кевин Брайт, американский телевизионный продюсер и режиссёр, один из создателей сериалов «Друзья» и «Джоуи».
  - Сергей Войченко (ум. 2004), советский и белорусский график, живописец, скульптор, дизайнер, плакатист.
- 1956 — Максим Никулин, советский и российский журналист и телеведущий, генеральный директор и художественный руководитель Цирка на Цветном бульваре.
- 1966 — Рэйчел Тру, американская актриса.
- 1967 — Франсуа Озон, французский кинорежиссёр, сценарист и продюсер.
- 1970 — Уши Дизль, немецкая биатлонистка, двукратная олимпийская чемпионка, 8-кратная чемпионка мира.
- 1973 — Сидни Тамиа Пуатье, американская актриса.
- 1974 — Чед Крюгер (при рожд. Чед Роберт Тёртон), вокалист и гитарист канадской рок-группы «Nickelback».
- 1976 — Виржини Ледуайен (наст. фамилия Фернандес), французская актриса.
- 1982 — Яя Дакоста, американская актриса и фотомодель.
- 1983
  - Фернандо Вердаско, испанский теннисист, экс-седьмая ракетка мира.
  - Лора Смет, французская актриса.
  - Джон Хейтинга, нидерландский футболист, серебряный призёр чемпионата мира (2010).
- 1984
  - Джемма Аткинсон, британская модель и актриса.
  - КатаринаБулатович, черногорская гандболистка, чемпионка Европы.
  - Нина Лощинина, российская актриса.
- 1985 — Лили Олдридж, американская топ-модель, одна из «ангелов» Victoria’s Secret.
- 1987 — Серхио Льюль, испанский баскетболист, чемпион мира, трёхкратный чемпион Европы, двукратный призёр Олимпийских игр.
- 1990 — София Рудьева, российская фотомодель.
- 1992 — Шейлин Вудли, американская актриса кино и телевидения, модель.
- 1992
  - София Годжа, итальянская горнолыжница, олимпийская чемпионка (2018).
  - Жан Краньец, словенский горнолыжник
- 1993 — Пауло Дибала, аргентинский футболист, чемпион мира (2022).
- 1994 — Расмус Врано, шведский кёрлингист, олимпийский чемпион.
- 1995
  - Блэйк Пирони, американский пловец, трёхкратный олимпийский чемпион.
  - Карл-Энтони Таунс, доминиканско-американский баскетболист.
- 1997 — Паула Бадоса, испанская теннисистка.

## Скончались

### До XVIII века
- 687 — Эрвиг (р. 643), король вестготов (680—687).
- 1630 — Иоганн Кеплер (р. 1571), немецкий математик, астроном, механик и оптик, первооткрыватель законов движения планет.
- 1670 — Ян Амос Коменский (р. 1592), чешский педагог-гуманист, писатель, религиозный и общественный деятель.
- 1671 — Жюли Люсиана д’Анженн (р. 1607), одна из хозяек знаменитого парижского салона эпохи Людовика XIV.
- 1672 — Франциск Сильвий (р. 1614), немецкий врач, физиолог, анатом, и химик, основатель школы ятрохимии.
- 1691 — Альберт Якобс Кёйп (р. 1620), голландский живописец, график и гравёр эпохи барокко, известен своими пейзажами.

### XVIII век
- 1742 — князь Алексей Черкасский (р. 1680), русский государственный деятель, кабинет-министр, великий канцлер.
- 1770 — митрополит Павел (в миру Пётр Конюскевич; р. 1705), митрополит Тобольский и Сибирский (1758—1768), святой Русской православной церкви.
- 1781 — Тупак Катари (наст. имя Хулиан Апаса Нина; р. 1750), руководитель индейского восстания против колониального ига в Боливии в 1780—1781 гг.
- 1787 — Кристоф Виллибальд Глюк (р. 1714), немецкий композитор.

### XIX век
- 1801 — Мария Клементина Австрийская (р. 1777), австрийская эрцгерцогиня, в браке — наследная принцесса Неаполитанская и герцогиня Калабрийская.
- 1802 — Джордж Ромни (р. 1734), английский художник-портретист.
- 1817 — Алексей Яковлев (р. 1773), актёр, первый исполнитель ролей Отелло и Гамлета на русской сцене.
- 1819 — Даниель Резерфорд (р. 1749), шотландский врач, физик и ботаник.
- 1839 — Уильям Мёрдок (р. 1754), британский механик, изобретатель, первым применивший газ для освещения.
- 1886 — Сергей Аммосов (р. 1837), русский живописец-пейзажист, передвижник.
- 1896
  - Яков Алхазов (р. 1826), российский генерал, участник русско-турецкой войны 1877—1878 гг.
  - Александр Брикнер (р. 1834), российский историк.

### XX век
- 1905 — Иван Сеченов (р. 1829), русский естествоиспытатель, физиолог и педагог, основоположник физиологии труда.
- 1912 — Дмитрий Мамин-Сибиряк (р. 1852), русский писатель-прозаик и драматург.
- 1916 — Генрик Сенкевич (р. 1846), польский писатель, автор исторических романов, лауреат Нобелевской премии (1905).
- 1917 — Эмиль Дюркгейм (р. 1858), французский социолог и философ.
- 1919
  - Альфред Вернер (р. 1866), швейцарский химик, лауреат Нобелевской премии (1913).
  - Михаил Доливо-Добровольский (р. 1862), немецкий инженер-электротехник российского происхождения.
- 1921 — Джеймс Генри Джонсон (р. 1874), английский фигурист, серебряный медалист Олимпиады 1908 года, двукратный чемпион мира.
- 1937 — расстрелян Глеб Бокий (р. 1879), революционер, деятель советских спецслужб, комиссар госбезопасности 3-го ранга.
- 1938 — Андре Блондель (р. 1863), французский физик и инженер, академик, изобретатель осциллографа.
- 1941 — Алексей Лебедев (р. 1912), советский подводник, поэт-маринист.
- 1953 — Илья Маршак (р. 1896), советский писатель, инженер-химик, брат Самуила Маршака.
- 1956 — Георгий Шенгели (р. 1894), русский советский поэт, переводчик, критик, филолог-стиховед.
- 1958 — Тайрон Пауэр (р. 1914), американский киноактёр.
- 1959 — Чарльз Томсон Рис Вильсон (р. 1869), шотландский физик, лауреат Нобелевской премии (1927).
- 1963 — Владимир Скуйбин (р. 1929), советский кинорежиссёр.
- 1970 — Борис Эдер (р. 1894), цирковой артист, дрессировщик хищных животных, народный артист РСФСР.
- 1971 — Рудольф Абель (наст. имя Вильям Генрихович Фишер; р. 1903), советский разведчик-нелегал.
- 1972 — Уильям Росс Эшби (р. 1903), английский психиатр, специалист по кибернетике.
- 1976 — Жан Габен (наст. имя Жан Алексис Монкорже; р. 1904), французский актёр театра и кино.
- 1978 — Маргарет Мид (р. 1901), американская женщина-антрополог.
- 1986 — Регина Збарская (р. 1935), советская манекенщица.
- 1991 — Силвио Хоффман Мацци (р. 1908), бразильский футболист.
- 1992 — Цезарь Солодарь (р. 1909), советский писатель, драматург и публицист.
- 1993
  - Елена Гоголева (р. 1900), актриса Малого театра и кино, мастер художественного слова, народная артистка СССР.
  - Евгений Смургис (р. 1938), советский и российский путешественник.
- 1997
  - Николай Андреев (р. 1920), советский и российский лингвист, профессор, доктор наук, полиглот.
  - Владимир Венгеров (р. 1920), кинорежиссёр и сценарист, народный артист РСФСР.
  - Валентина Ковель (р. 1923), актриса театра и кино, народная артистка СССР.

### XXI век
- 2007 — Александр Дулов (р. 1931), советский и российский химик и бард, композитор, автор песен.
- 2009 — Павел (в миру Гойко Стойчевич; р. 1914), Патриарх Сербский (1990—2009).
- 2011 — Лев Борисов (р. 1933), советский и российский актёр театра и кино, народный артист РФ.
- 2017 — Lil Peep (наст. имя Густав Элайджа Ар; р. 1996), американский рэпер, певец, автор песен и модель.